# La Lutte équestre
La Lutte équestre est une sculpture en bronze, œuvre de Jacques de Lalaing en 1906, sur un socle en pierre bleue conçu par l'architecte Joseph Diongre. 

## Description
Dressés sur leurs membres postérieurs, la crinière au vent et les naseaux dilatés, les destriers accentuent le sens du mouvement qui émane de cette œuvre. Les lutteurs, présentés dans une nudité héroïque, avec une musculature d'athlète, saisis au paroxysme de l'effort, dégagent une réelle puissance dramatique.

## Situation et accès

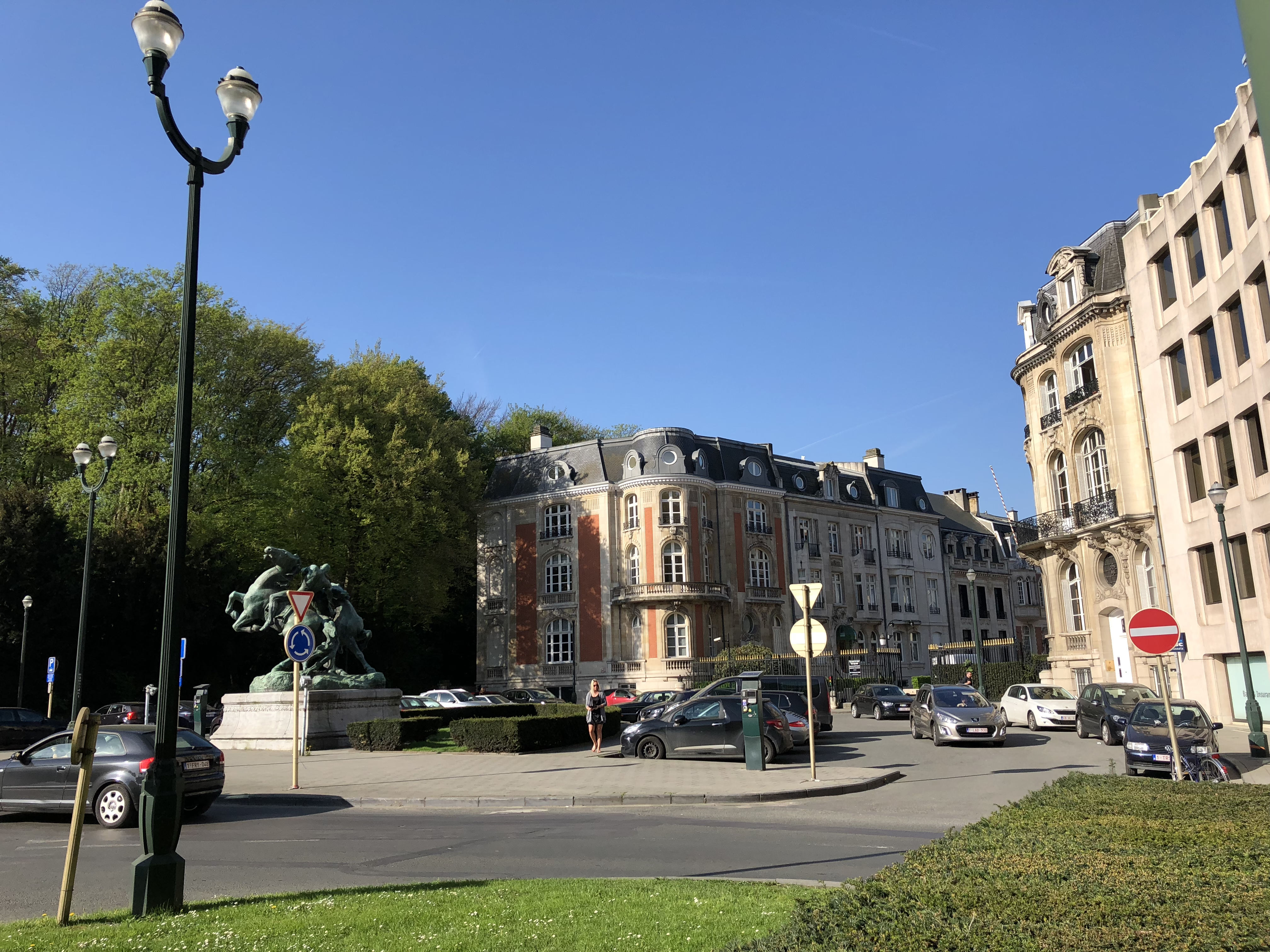
La Lutte équestre est située devant l'entrée du square du Bois
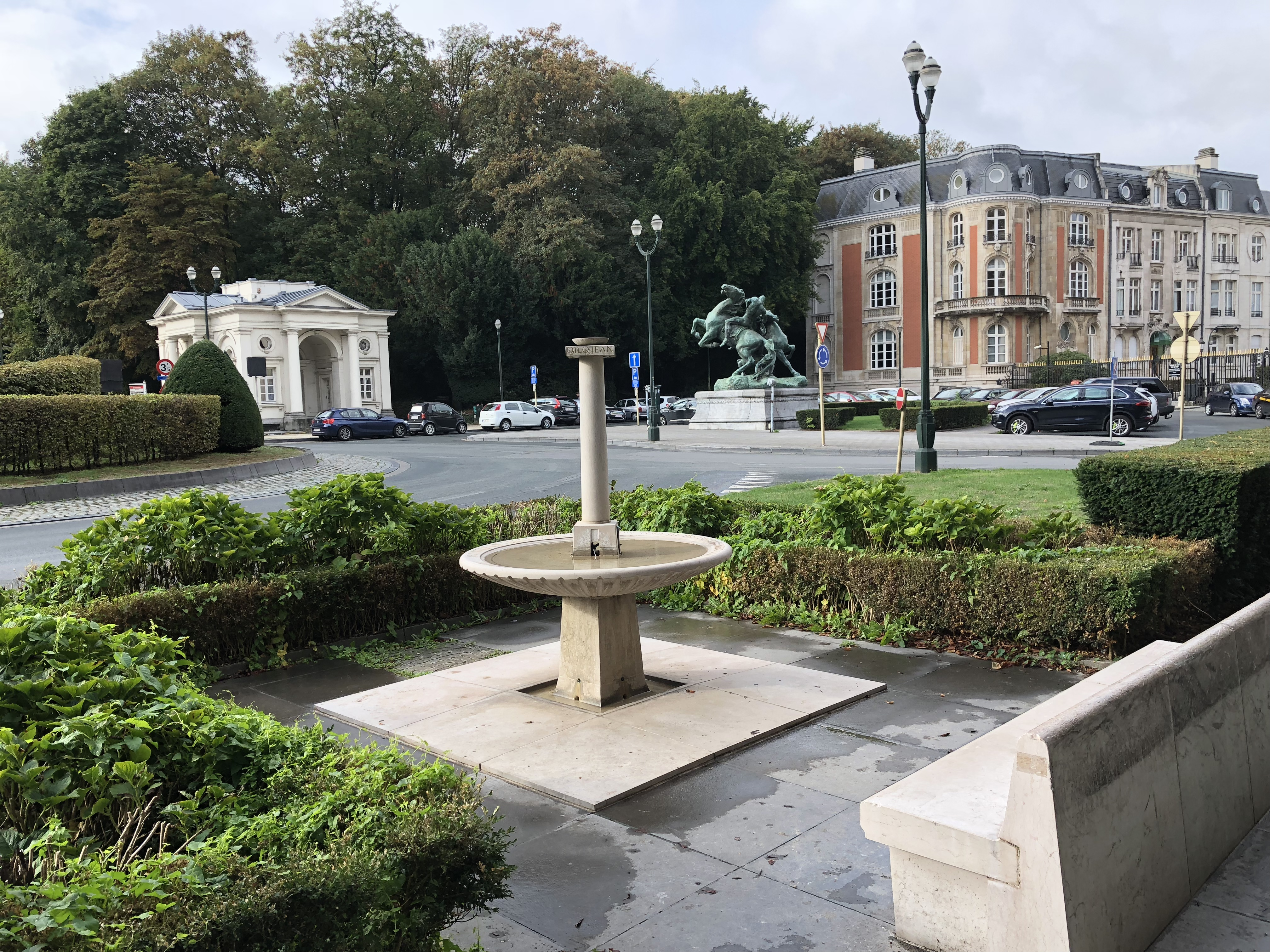
La Lutte équestre vue depuis la fontaine du Poète